# Informação geográfica
Designa-se por informação geográfica, informação geoespacial, ou geoinformação toda informação passível de espacialização próxima à Terra, ou seja, tem algum tipo de vínculo geográfico que permite sua localização. Este pode ser um ponto, um endereço, um território, entre outros.
Os dados espaciais georreferenciados requeridos como parte das operações científicas, administrativas ou legais. Tais dados espaciais costumam estar associados a informação alfanumérica e são catalogados segundo esquemas designados metadados. Estima-se que 80% dos dados corporativos existentes em todo o mundo possuem esta componente geográfica.
A informação geográfica ou geoespacial é criada geralmente pela manipulação de dados geográficos num sistema computorizado designado sistema de informação geográfica. Os sistemas podem incluir computadores e redes de computadores, standards e protocolos para o fluxo de dados entre várias aplicações. Aplicações típicas são cadastro, uso do solo, hidrologia, avaliação de terrenos, planeamento ou monitorização ambiental.
A  ciência da informação geográfica é a disciplina cujo objeto de estudo é a informação geográfica.